# Коринка (изюм)
Кори́нка, коринфский изюм  — изюм из особого сорта мелкого винограда без косточек, т. н. «коринфского винограда», фр. raisin dе Corinthe.
Размер высушенных ягод — 4—5 мм, цвет — тёмный, почти чёрный или синий, а чаще тёмно-бордовый. Содержание сахара в коринке — 65 %, кроме того богат витаминами и железом. Коринка издавна употребляется в кондитерской промышленности. Известна в России с конца XVII века. В XIX — начале XX веков из коринки массово изготовлялось коринковое вино.
В широком смысле под коринкой подразумевается любой тёмный мелкий бессемянный изюм, в настоящее время как правило относящийся к видам «бидана», или «шигани».
Коринфский виноград Korinthiaki (лат. Vitis vinifera apyrena), названный по греческому городу Коринф, и известный также, как англ. Zante currant, по названию ионийского острова Закинф, культивируется прежде всего в Греции (около 44 тыс. га), а также в Иране (10 тыс. га), Турции (6 тыс. га), Австралии и США.
Коринфский изюм — один из самых старых видов изюма, впервые упоминается Плинием Старшим в 75 году н. э. По описанию Плиния Коринфский виноград — с маленькими, сочными ягодами с толстой кожурой и небольшими гроздьями. Коринфский изюм стал предметом европейской торговли в XIV—XV веках, и получил своё название в XV веке по одному из основных портов вывоза.